# Igreja do Santo Cristo
A Igreja do Santo Cristo é uma igreja católica no Rio de Janeiro

## História
A história da paróquia teve seu início em 1850 quando homens vindos da Ilha Terceira trouxeram de lá a imagem do Ecce Homo, o Senhor Santo Cristo dos Milagres. Surgiu, então, uma capelinha à beira mar, constituiu-se a Irmandade de Santo Cristo dos Milagres e foi lançada a pedra fundamental para uma construção da capela maior. Em 15 de agosto de 1901 a capela foi elevada à categoria de igreja matriz.
Fazem parte da paróquia as capelas de Nossa Senhora da Saúde, Nossa Senhora de Mont'Serrat e São Pedro. Atualmente, a paróquia está sob os cuidados dos padres da Ordem dos Diocesanos.